# 入船 (名古屋市)
入船（いりふね）は、愛知県名古屋市港区の地名。現行行政地名は入船一丁目および入船二丁目。住居表示実施。

## 地理
名古屋市港区東部に位置する。東は大江町、西は西倉町、南は港町、北は浜二丁目・名港二丁目・千鳥二丁目に接する。

## 歴史

### 沿革
- 1925年（大正14年）4月1日 - 南区築地の一部により、同区入舟町が成立する[1]。
- 1937年（昭和12年）10月1日 - 港区入舟町となる[1]。
- 1973年（昭和48年）10月20日 - 港区入船一丁目が同区稲荷町・真砂町・港本町・北倉町・南倉町・入舟町・海岸通の各一部により成立する[1]。
- 1974年（昭和49年）12月9日 - 港区入船二丁目が南倉町・入舟町の各全域および海岸通・西倉町・北倉町・南倉町・浜町・港本町の各一部により成立する[1]。

## 世帯数と人口
2019年（平成31年）3月1日現在の世帯数と人口は以下の通りである。
| 丁目       | 世帯数  | 人口    |
| ---------- | ------- | ------- |
| 入船一丁目 | 288世帯 | 532人   |
| 入船二丁目 | 253世帯 | 528人   |
| 計         | 541世帯 | 1,060人 |

### 人口の変遷
国勢調査による人口の推移
| 1995年（平成7年）  | 911人   | [ 8 ]  |  |
| 2000年（平成12年） | 810人   | [ 9 ]  |  |
| 2005年（平成17年） | 760人   | [ 10 ] |  |
| 2010年（平成22年） | 846人   | [ 11 ] |  |
| 2015年（平成27年） | 1,157人 | [ 12 ] |  |

## 学区
市立小・中学校に通う場合、学校等は以下の通りとなる。また、公立高等学校に通う場合の学区は以下の通りとなる。
| 番・番地等 | 小学校                 | 中学校               | 高等学校 |
| ---------- | ---------------------- | -------------------- | -------- |
| 全域       | 名古屋市立西築地小学校 | 名古屋市立東港中学校 | 尾張学区 |

## 交通
- 名古屋市営地下鉄名港線名古屋港駅[15]

## 施設
- 愛知県警察港警察署[15]
- 名古屋港湾会館[15]
- 名古屋船員会館[15]

## その他

### 日本郵便
- 郵便番号 : 455-0032[4]（集配局：名古屋港郵便局[16]）。